# Hans Heinrich
Hans Heinrich (* 2. November 1911 in Berlin; † 5. November 2003 ebenda) war ein deutscher Film- und Fernsehregisseur sowie Filmeditor.

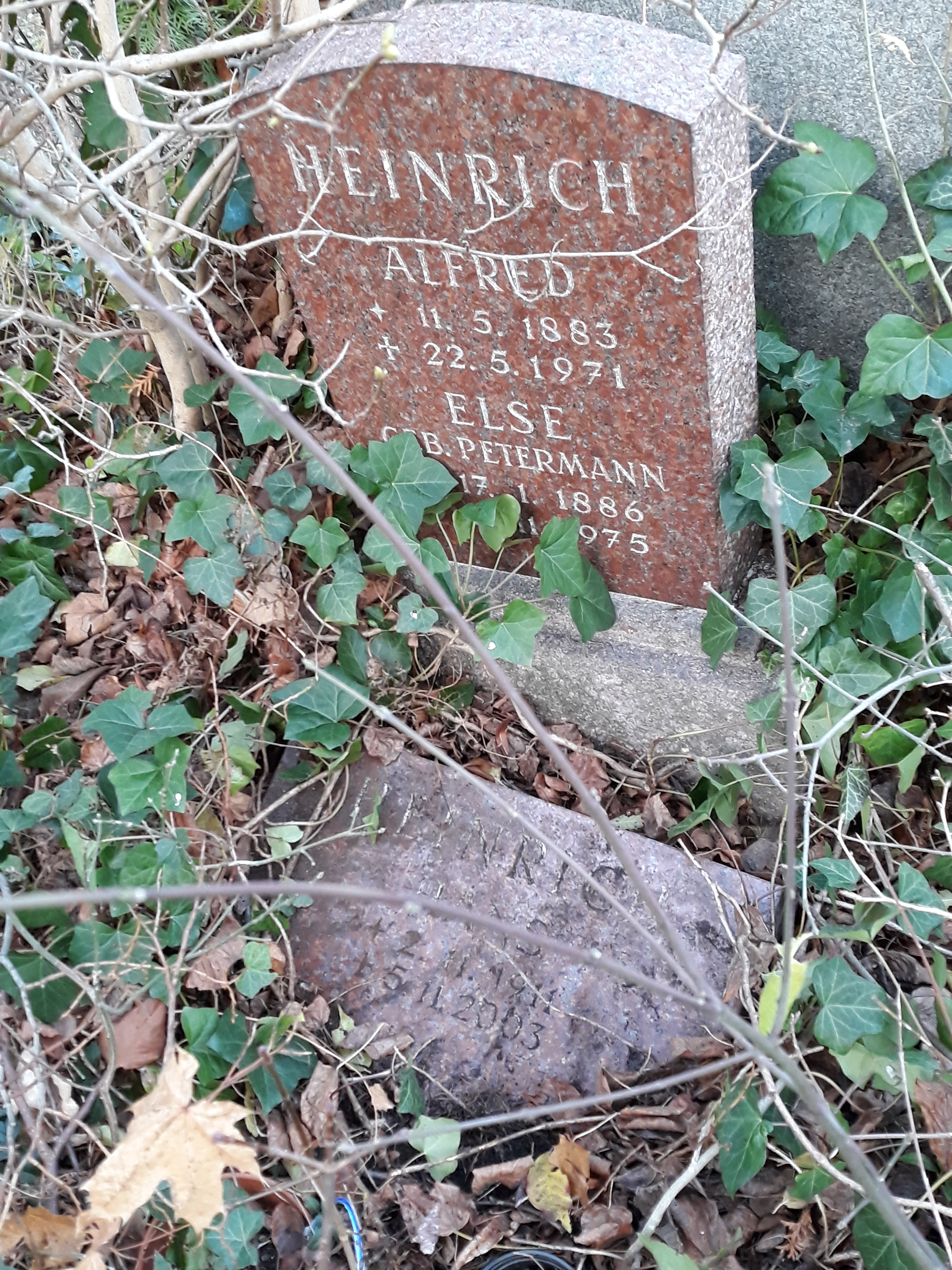
Das Grab von Hans Heinrich im Grab seiner Eltern auf dem evangelischen Luisenkirchhof II in Berlin-Charlottenburg.

## Leben
Der Sohn des Oberingenieurs Alfred Heinrich und seiner Frau Else geb. Petermann wuchs in Berlin-Charlottenburg auf, wo er das Herder-Gymnasium besuchte. Für die Amateurfilm-Gruppe „Herum“ drehte er seinen ersten Film.
Nach dem Abbruch eines Chemiestudiums an der Technischen Hochschule ließ er sich in der Kopieranstalt Fikopa zum Filmkopienfertiger ausbilden. 1937/38 inszenierte er Kurzfilme für die Deutsche Arbeitsfront. Ab 1939 arbeitete er im Bereich Filmschnitt für verschiedene Produktionsfirmen, bis er zur Wehrmacht eingezogen wurde. Heinrich war als Soldat in Berlin und Prag stationiert.
Nach Kriegsende arbeitete er bei der DEFA als Schnittmeister sowie an der Seite von Wolfgang Staudte als Regieassistent. Im Jahr 1949 konnte er für die Elbschiffer-Komödie Der Kahn der fröhlichen Leute nach dem gleichnamigen Roman von Jochen Klepper erstmals bei einem Spielfilm die Regie übernehmen. Seine bedeutendste Regiearbeit der folgenden Jahre wurde der Schlagerfilm Meine Frau macht Musik mit Lore Frisch und Günther Simon.
Trotz seiner Erfolge beim Publikum hatte der in West-Berlin lebende Heinrich zunehmend Schwierigkeiten mit der DEFA-Leitung. Ende der 1950er Jahre kehrte er sich von der DEFA und der DDR ab. Ein Versuch, mit seiner Ehefrau Marianne in Mexiko Fuß zu fassen, endete mit der Rückkehr nach West-Berlin. In den 1960er-Jahren fand Heinrich im bundesdeutschen Kino und zunehmend beim Fernsehen neue Betätigungsmöglichkeiten. Er wurde schließlich zu einem vielbeschäftigten Serienregisseur. Ab 1978 inszenierte er die Folgen 7 bis 52 der beliebten Fernsehserie Drei Damen vom Grill. Er darf nicht mit dem Kameramann Hans Heinrich (* 19. März 1929 in Berlin) verwechselt werden.

## Filmografie

### Schnitt
- 1939: Der Stammbaum des Dr. Pistorius
- 1940: Weißer Flieder
- 1940: Die 3 Codonas
- 1940: Friedrich Schiller – Der Triumph eines Genies
- 1941: Ohm Krüger
- 1942/44: Philharmoniker
- 1943: Die Wirtin zum Weißen Rößl
- 1944: Das Konzert
- 1945: Der Erbförster
- 1946: Die Mörder sind unter uns (auch Regieassistenz)

### Regie
- 1937: Leinen los (Kurzfilm)
- 1938: Schiff 754 (Kurzfilm)
- 1950: Der Kahn der fröhlichen Leute
- 1951: Die letzte Heuer (Teilweise)
- 1953: Knall und Fall als Detektive
- 1953: Liebeserwachen
- 1957: Alter Kahn und junge Liebe (auch Buch)
- 1958: Meine Frau macht Musik (auch Buch)
- 1959: Unser Wunderland bei Nacht
- 1961: Ruf der Wildgänse
- 1963: Mein Leopold (Fernsehfilm)
- 1965: Freispruch für Old Shatterhand (Fernsehfilm)
- 1965: Der große Schwindel (Fernsehfilm)
- 1965: Prairie-Salon (Fernsehfilm)
- 1969: Klein Erna auf dem Jungfernstieg
- 1970: Heintje – Einmal wird die Sonne wieder scheinen
- 1970: Das Glöcklein unterm Himmelbett
- 1974: Wandertag (Fernsehfilm)
- 1977–1978: Geschäft mit der Sonne (Fernsehserie, 13 Folgen)
- 1978: Die Sache mit meinem Vater (Fernsehfilm)
- 1978–1983: Drei Damen vom Grill (Fernsehserie; Regie von ungefähr 45 Folgen)